# آيفون أو إس 3
آيفون أو إس 3 (بالإنجليزية: iPhone OS 3) هو الإصدار الثالث من إصدارات الآي أو إس من شركة أبل الأمريكية، وقد كان الإصدار الثالث خليفة للإصدار الثاني وقد تم الإعلان عنه في 17 آذار 2009 ولإصداره في 17 حزيران من نفس العام. وقد خلفه الإصدار الرابع في 21 حزيران 2010.